# Пінський ґебіт
Пі́нський ґебі́т (нім. Kreisgebiet Pinsk «Пінська округа») — адміністративно-територіальна одиниця генеральної округи Волинь-Поділля Райхскомісаріату Україна з центром у Пінську, яка існувала протягом німецької окупації Білорусі під час Другої світової війни.

## Історія
Округу утворено опівдні 1 вересня 1941 року у межах генеральної округи Брест-Литовський у складі чотирьох районів (Янів-Поліський, Лунинець, сільський район Пінськ і Жабчиці). Пінська округа містилася на території Іванівського, Лунинецького і Пінського районів Берестейської області Білорусі. Керував округою ґебітскомісаріат з місцем розташування у Пінську. Ґебітскомісаром з 1 вересня 1941 був Ремплер (нім. Roempler), а після його загибелі у жовтні 1941 цю посаду обійняв камерадсфюрер Пауль-Герхард Кляйн (нім. Paul-Gerhard Klein).
Ґебіт підпорядковувався Луцькому судовому відділу.
Станом на 1 вересня 1943 Пінський ґебіт поділявся на 4 райони: район Лунинець (нім. Rayon Luniniez), Пінський східний район (нім. Rayon Pinsk-Ost), Пінський західний район (нім. Rayon Pinsk-West) і район Янів-Поліський (нім. Rayon Janow/Polesien) — які збігалися з тодішніми адміністративними межами міста Пінськ та з трьома передвоєнними радянськими районами: Івановським, Лунинецьким і Пінським.
У лютому 1944 року у зв'язку з майже цілковитою окупацією Червоною Армією райхскомісаріату Україна (виняток становили три розташовані на території Білорусі округи: Берестейський, Кобринський та Пінський ґебіти) генеральна округа Волинь-Поділля перестала існувати, а Пінський ґебіт було перепідпорядковано генеральній окрузі Білорутенія.
14 липня 1944 року адміністративний центр ґебіту зайняли радянські війська.

## Склад
Адміністративно до складу ґебіту входило 3 райони та 1 місто:
| Район             | Площа, км² | Населення, осіб |
| ----------------- | ---------- | --------------- |
| Янівський район   | 1250 км²   | 56 501          |
| Лунинецький район | 1384 км²   | 47 083          |
| м. Пінськ         | 23 км²     | 12 029          |
| Пінський район    | 1079 км²   | 40 883          |